# Anywhere (Passenger)
Anywhere is een nummer van de Britse singer-songwriter Passenger uit 2016. Het is de tweede single van zijn zevende studioalbum Young as the Morning, Old as the Sea.
Het folkrocknummer flopte in Passenger's thuisland Groot-Brittannië, maar werd in andere Europese landen wel een klein (radio)hitje. In Nederland bereikte het de 10e positie in de Tipparade, en ook in Vlaanderen bereikte het de Tipparade.